# Delta IV

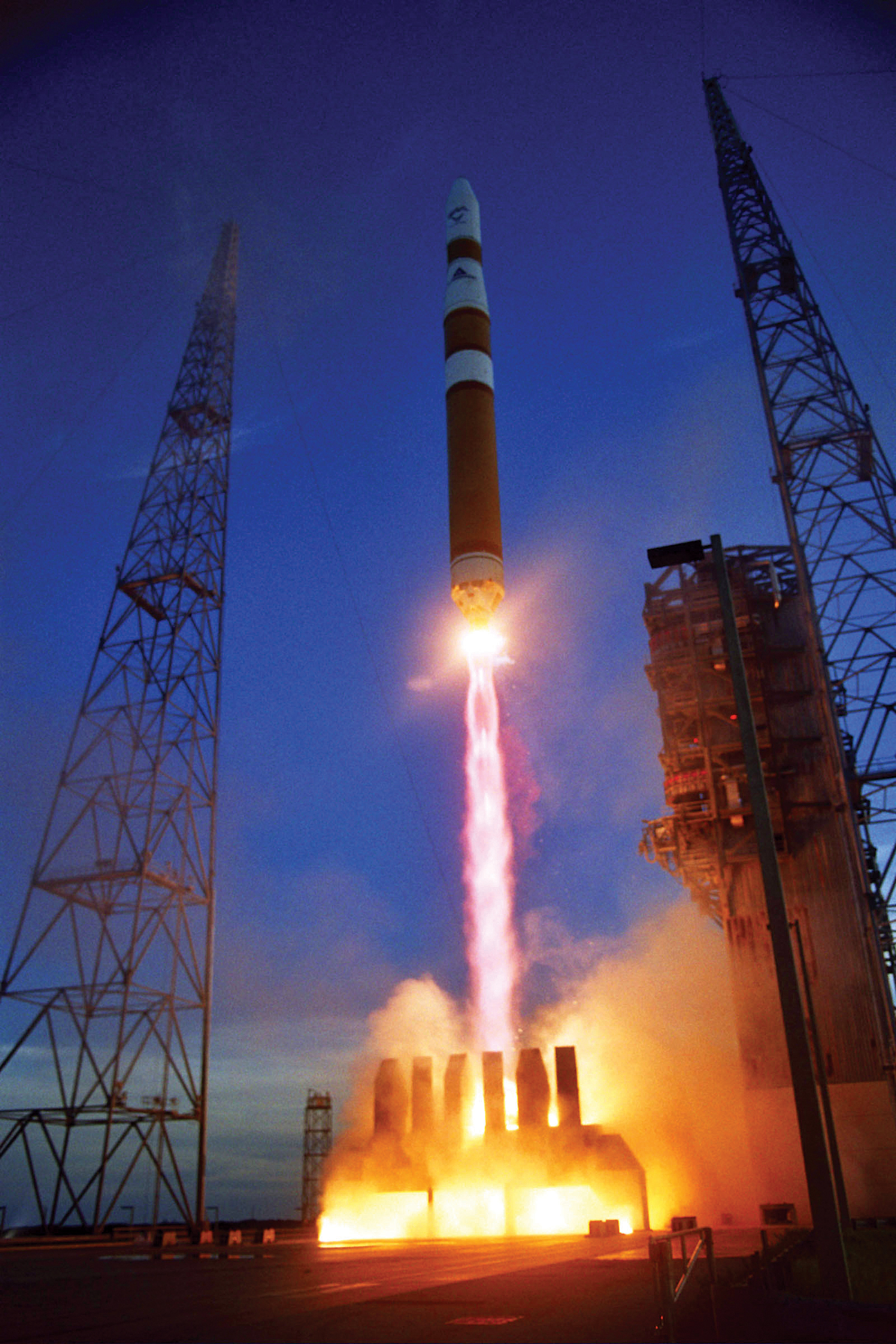
Lancering van een Delta IV medium

 De Delta IV is een voormalige modulaire draagraket die door Boeing werd ontwikkeld onder het Evolved Expendable Launch Vehicle-programma van de Amerikaanse Luchtmacht waaruit ook de in functie vergelijkbare Atlas V is voortgekomen. De Delta IV was van 2002 t/m 2024 in gebruik. In 2006 werden de raketbouwafdelingen van Boeing en Lockheed Martin samengevoegd tot de joint-venture United Launch Alliance (ULA) die vanaf dat moment de bouw en lancering van de Delta IV uitvoerde.
De Delta IV was de grootste en laatste raket uit de Delta-raketfamilie. Anders dan andere Delta-raketten is de Delta IV technisch nauwelijks meer aan de Thor-Delta meer gelieerd. De Delta IV werd in diverse configuraties aangeboden. De zwaarste uitvoering, de Delta IV Heavy, was van haar introductie tot de introductie van de Falcon Heavy in 2018 de draagraket met de grootste vrachtcapaciteit op de markt en kan een nuttige lading tot 28.800 kg in een lage aardbaan brengen. Hoewel de Falcon Heavy meer kracht heeft dan de Delta IV Heavy, is de bovenste trap van de Delta IV Heavy beter toegerust voor het lanceren naar ingewikkelde banen en trajecten.
Er werden 45 Delta IV-raketten gelanceerd. De productielijn voor de Delta IV is in 2019 gesloten. De raketten voor de resterende lanceringen waren reeds gebouwd. De uitfasering van de Delta IV Medium werd op 22 augustus 2019 afgerond. Daarna werd alleen nog in de Delta IV Heavy configuratie gelanceerd. De laatste daarvan werd op 8 april 2024 gelanceerd.

## Ontwerp

De verschillende Delta-raketten van na 1989. Rechts de configuraties van de Delta IV. De Delta IV is in deze afbeelding voorgesteld in dezelfde blauwe kleur als de Delta II, maar is in werkelijkheid roest-bruin

De Delta IV is in de basis een tweetrapsraket. De eerste trap gebruikt cryogene vloeibare waterstof en vloeibare zuurstof als brandstof en heeft als hoofdmotor een RS-68 die voor de Delta IV door Aerojet Rocketdyne werd ontwikkeld en een simpele variant op de RS-25-spaceshuttle-hoofdmotor is.
Ook de tweede trap gebruikt cryogene vloeibare waterstof en vloeibare zuurstof en gebruikt een Aerojet-Rocketdyne RL10-B-2 als hoofdmotor. Deze trap was eind jaren 1990 reeds ontworpen voor de Delta III, een raket die elementen van de Delta II en de latere Delta IV combineerde, met tegenslag had te kampen en na drie deels mislukte vluchten was geannuleerd.
Een bijzonderheid van de RL10-B-2 is dat deze een uitschuifbare straalpijp heeft. Die zit aan vier lange draadeinden om de motor heen en wordt na het afwerpen van de eerste trap naar beneden geschroefd om effectiever in de ruimte te functioneren. Hierdoor hoeft de tussentrap niet langer te zijn dan bij andere uitvoeringen van de RL10 (wat met een vaste verlengde straalpijp wel had gemoeten) waarmee massa wordt bespaard wat de effectiviteit van de raket ten goede komt.
Aan deze basisversie (Delta IV medium 4.0) is een tweetal of viertal vastebrandstofmotoren van het type GEM 60 (GEM staat voor Graphite Epoxy Motor, 60 staat voor de diameter in inches) toe te voegen om zo extra capaciteit toe te voegen. Deze worden geproduceerd door Northrop Grumman Innovation Systems (het eerdere Orbital ATK). De configuratie met vier meter diameter neuskegel heet de Delta IV Medium. De uitvoeringen met toegevoegde GEM's en eventueel een 5 meter diameter neuskegel heet Delta IV Medium+ maar worden ook wel 4.2-, 5.2- en 5.4-configuratie genoemd. Het eerste cijfer staat dan voor het formaat neuskegel en het tweede cijfer voor het aantal GEM's.

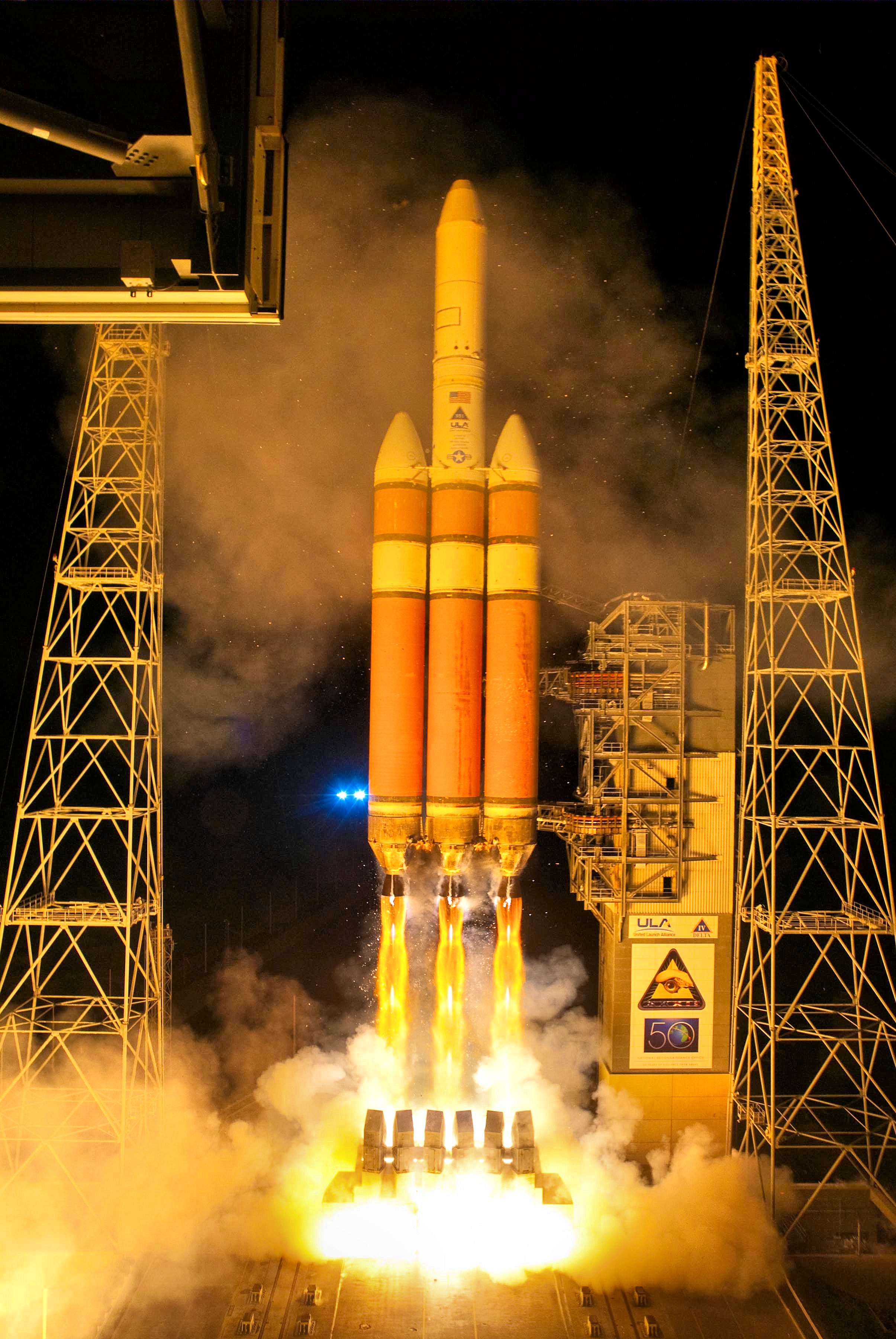
Een Delta IV Heavy stijgt op

De zwaarste configuratie heet Delta IV Heavy en heeft twee extra eerste trappen aan weerszijden als strap-on-boosters en een verlengde 5 meter-neuskegel voor grotere vrachten.
De bruine/oranje kleur van de Delta IV is te danken aan het isolatieschuim dat op de buitenkant van de cryogene brandstoftanks is aangebracht. Dit schuim was ook op de externe tank van de Space Shuttle terug te vinden, en ook op het Space Launch System.

## Missies
De Delta IV wordt voornamelijk ingezet voor al dan niet geheime militaire missies voor het Pentagon (Department of Defence alias DoD) of voor andere Amerikaanse overheidsinstellingen.
Al in 2004 besloot Boeing de Delta IV niet actief op de commerciële ruimtevaartmarkt te promoten. De raket was te duur vergeleken met Ariane 5 en Atlas V. Daar de US-Air Force vereist dat er te allen tijde twee EELV-lanceersystemen beschikbaar zijn bleef de Delta IV tussen 2006 en 2015 wel voor een derde van de DoD-Missies ingezet worden. De rest van de DoD-missies maakte gebruik van de Atlas V die eveneens door ULA werd gelanceerd.
Op 5 december 2014 lanceerde NASA voor het eerst een Orion-capsule voor een proefvlucht. Omdat NASA's eigen Space Launch System volgens de toenmalige plannen pas in 2018 beschikbaar zou zijn, werd voor vlucht EFT-1 een Delta IV Heavy als draagraket ingezet.
Op 12 augustus 2018 werd ook NASA’s zonnesonde Parker Solar Probe met een Delta IV Heavy gelanceerd. Deze was uitgerust met een extra, door Northrop Grumman Innovation Systems geleverde derde trap van het type Star-48BV om er de hoogste lanceersnelheid ooit mee te bereiken.

## Lanceerplaatsen
ULA huurde twee lanceerplaatsen voor de Delta IV. Aan de Amerikaanse oostkust werden Delta IV-raketten in oostelijke richting, met de draairichting van aarde mee, gelanceerd vanaf SLC-37B van het Cape Canaveral Space Force Station. Dit was in de jaren 1960 een lanceerplaats voor de Saturnus IB. Alle gebruikte infrastructuur is nieuw gebouwd voor de Delta IV. Na afloop van het Delta IV programma werd is de Delta IV installatie aldaar in 2025 door de nieuwe huurder SpaceX ontmanteld en wordt het verbouwd tot een lanceer- en landingsplaats voor Starship.
Aan de Amerikaanse westkust werden ze zuidwaarts gelanceerd voor vrachten die in een baan over de polen worden gebracht. Of westwaarts, voor vrachten die in baan tegengesteld aan de draairichting van de aarde worden gebracht. Dit gebeurde vanaf SLC-6 van de Vandenberg Space Force Base. Veel van de resterende infrastructuur van de Titan III en Spaceshuttle (die er ondanks de zo goed als voltooide lanceerinstallaties beiden nooit gelanceerd werden) werd aangepast voor de Delta IV. Op 24 september 2022 werd er voor het laatst een Delta IV vanaf Vandenberg gelanceerd. Daarna huurde SpaceX SLC-6 om het te verbouwen voor Falcon-raketten.

## Uitfasering
Vanaf 2024 worden de Delta IV en de Atlas V door ULA vervangen door de Vulcan. Deze nieuwe raket maakt gebruik van verbeterde technieken uit zowel de Delta IV als de Atlas V in combinatie met nieuwe technieken. ULA gaf aan indien nodig nog wel Delta IV Heavy's te blijven bouwen tot de toen geplande verbeterde tweede trap van de Vulcan (ACES) beschikbaar beschikbaar zou zijn en de Vulcan een vergelijkbare capaciteit zou hebben. Dit veranderde toen de Centaur V versneld werd ontwikkeld en de ontwikkeling van de zeer complexe ACES-trap op de lange baan werd geschoven. De Centaur V is net zo krachtig als ACES maar ontbeert een aantal “te vooruitstrevende” technieken waardoor deze sneller beschikbaar werd.
Om de Delta IV Heavy beschikbaar te houden zou ULA nog een voorraad Delta IV Heavy's bouwen en opslaan tot ze werden gebruikt. ULA verwachtte dat NASA en het DoD voor die tijd hun aantal gewenste Delta IV Heavy's tot 2023 hebben geboekt. Op deze manier kon de productielijn eerder worden gesloten en ruimte voor de productie van Vulcan worden vrijgemaakt.
Tot 2023 werden nog zeven Delta IV heavy-vluchten geboekt voor zes militaire vluchten en een NASA-vlucht. Een van die lanceringen werd tot 2024 uitgesteld, waarmee de uitfasering een jaar langer dan eerder beoogd duurde. De Amerikaanse luchtmacht verwachtte dat er na 2023 minimaal één goed alternatief zou zijn. SpaceX' Falcon Heavy, werd in de zomer van 2018 EELV-gecertificeerd waarmee er reeds een vervanger was. Verder waren er anno 2020 nog twee Amerikaanse heavy-lift-raketten in ontwikkeling met de capaciteit om de functie van de Delta IV Heavy over te kunnen nemen. ULA's Vulcan-Centaur, en Blue Origins New Glenn.
De Delta IV was een erg dure raket, veel duurder dan de in capaciteit vergelijkbare Atlas V. Aangezien de veel goedkopere Falcon 9 van concurrent SpaceX in 2015 door de Amerikaanse luchtmacht werd gecertificeerd, was het voor ULA niet langer nodig twee verschillende draagraketten op de markt te houden. Vanaf 2015 werden daarom zoveel mogelijk missies van de Delta IV naar de goedkopere Atlas V omgeboekt. De uitfasering van de Delta IV Medium+ die voor 2018 was voorzien liet een jaar langer op zich wachten. Er stonden voor 2018 nog drie “single stick” lanceringen op de rol. Daarvan werden twee vluchten uitgesteld tot 2019.
In 2016 lichtte ULA's CEO Tory Bruno zijn de keuze tot uitfasering van de "all american" Delta IV toe. De Atlas V is veel goedkoper en gebruikt weliswaar Russische motoren wat door een Amerikaanse boycot van Russische militaire technologie een ander probleem oplevert. Het opschroeven van de productie van Delta IV-raketten ten nadele van de Atlas V zou nauwelijks invloed hebben op de productiekosten en zodoende de belastingbetaler veel extra geld kosten. De productiekosten van de Delta IV liggen namelijk zo hoog door het handmatig aanbrengen van de laag isolatieschuim op de brandstoftanks van de eerste trap. Voor deze tijdrovende klus bestaat geen goedkoper alternatief. De Delta IV had dus nooit concurrerend kunnen worden. De Delta IV medium-raket werd op 22 augustus 2019 voor de laatste keer gelanceerd.
Vanaf 2018 ging het jaarlijkse aantal Delta IV-lancering flink omlaag. Daardoor raakte het ULA-team minder geroutineerd in het werken met dit type raket en moesten lanceringen vaak afgeblazen en uitgesteld worden door mankementen aan de raketten of de lanceerinstallaties. Nadat Delta IV Heavy-lancering NROL-44 in de periode augustus-oktober 2020 drie maal was uitgesteld wegens verschillende defecten en uiteindelijk bijna vier maanden vertraging opliep besloot ULA het voorbereidingsproces voor de laatste vier Delta IV Heavy’s aan te passen zodat defecten eerder worden opgespoord. Dit wierp zijn vruchten af; de volgende Delta IV Heavy, NROL-82, lanceerde bij de eerste poging.

## Lijst van Delta IV-lanceringen
Hieronder is een volledige lijst met Delta IV-lanceringen. De volgnummers met een vraagteken zijn nog niet zeker omdat de volgorde van die missies nog kan veranderen.
| No. | Datum/Tijd (UTC)                | Configuratie | Serienummer | Lanceerbasis en lanceerplatform | Vrachtnaam                                  | Soort vracht                      | Baan                         | Resultaat     | Bijzonderheden |
| --- | ------------------------------- | ------------ | ----------- | ------------------------------- | ------------------------------------------- | --------------------------------- | ---------------------------- | ------------- | --- |
| 1   | 20 november 2002 22:39          | Medium+(4,2) | 293         | CCAFS SLC-37B                   | Eutelsat W5                                 | Commerciële communicatiesatelliet | GTO                          | Succes        | Eerste Delta IV- lancering |
| 2   | 11 maart 2003 00:59             | Medium       | 296         | CCAFS SLC-37B                   | USA-167 (DSCS-3 A3)                         | Militaire communicatiesatelliet   | GTO                          | Succes        | Eerste Delta IV Medium launch Eerste USAF EELV mission |
| 3   | 29 augustus 2003 23:13          | Medium       | 301         | CCAFS SLC-37B                   | USA-170 (DSCS-3 B6)                         | Militaire communicatie satelliet  | GTO                          | Succes        | |
| 4   | 21 december 2004 21:50          | Heavy        | 310         | CCAFS SLC-37B                   | DemoSat / 3CS-1 / 3CS-2                     | Demonstratie vracht               | GSO (beoogde baan)           | Deels mislukt | - Eerste Delta IV Heavy-lancering - De motoren van Side-boosters stopten 8 seconden te vroeg, DemoSat kwam in een lagere dan geplande baan, 3CS kwam niet in zijn baan                                          |
| 5   | 24 mei 2006 22:11               | Medium+(4,2) | 315         | CCAFS SLC-37B                   | GOES 13 (GOES-N)                            | Weersatelliet                     | GTO                          | Succes        | |
| 6   | 28 juni 2006 03:33              | Medium+(4,2) | 317         | VAFB SLC-6                      | USA-184 (NROL-22)                           | Spionagesatelliet                 | Molniya                      | Succes        | Eerste Delta IV-lancering vanaf Vandenberg |
| 7   | 4 november 2006 13:53           | Medium       | 320         | VAFB SLC-6                      | USA-192 (DMSP F17)                          | Militaire weersatelliet           | SSO                          | Succes        | Eerste Delta IV-vlucht naar SSO, Laatste Delta IV Medium |
| 8   | 11 november 2007 01:50          | Heavy        | 329         | CCAFS SLC-37B                   | USA-197 (DSP-23)                            | Missile warning satellite         | GSO                          | Succes        | Eerste Delta IV-lancering die door United Launch Alliance was gecontracteerd. De lancering werd eerder uitgesteld wegens en zuurstoflek in de lanceerinstallatie.                                               |
| 9   | 18 januari 2009 02:47           | Heavy        | 337         | CCAFS SLC-37B                   | USA-202 (NROL-26)                           | Spionagesatelliet                 | GSO                          | Succes        | |
| 10  | 27 juni 2009 22:51              | Medium+(4,2) | 342         | CCAFS SLC-37B                   | GOES 14 (GOES-O)                            | Weersatelliet                     | GTO                          | Succes        | |
| 11  | 6 december 2009 01:47           | Medium+(5,4) | 346         | CCAFS SLC-37B                   | USA-211 (WGS-3)                             | Militaire communicatiesatelliet   | GTO                          | Succes        | Eerste Delta IV Medium+ (5,4)-lancering |
| 12  | 4 maart 2010 23:57              | Medium+(4,2) | 348         | CCAFS SLC-37B                   | GOES 15 (GOES-P)                            | Weersatelliet                     | GTO                          | Succes        | |
| 13  | 28 mei 2010 03:00               | Medium+(4,2) | 349         | CCAFS SLC-37B                   | USA-213 (GPS IIF-1)                         | Navigatiesatelliet                | Medium Earth Orbit (MEO)     | Succes        | |
| 14  | 21 november 2010 22:58          | Heavy        | 351         | CCAFS SLC-37B                   | USA-223 (NROL-32)                           | Spionagesatelliet                 | GSO                          | Succes        | |
| 15  | 20 januari 2011 21:10           | Heavy        | 352         | VAFB SLC-6                      | USA-224 (NROL-49)                           | Spionagesatelliet                 | Low Earth Orbit (LEO)        | Succes        | Eerste Delta IV Heavy-lancering vanaf Vandenberg |
| 16  | 11 maart 2011 23:38             | Medium+(4,2) | 353         | CCAFS SLC-37B                   | USA-227 (NROL-27)                           | Spionagesatelliet                 | GTO                          | Succes        | |
| 17  | 16 juli 2011 06:41              | Medium+(4,2) | 355         | CCAFS SLC-37B                   | USA-231 (GPS IIF-2)                         | Navigatiesatelliet                | MEO                          | Succes        | |
| 18  | 20 januari 2012 00:38           | Medium+(5,4) | 358         | CCAFS SLC-37B                   | USA-233 (WGS-4)                             | Militare communicatiesatelliet    | GTO                          | Succes        | |
| 19  | 3 april 2012 23:12              | Medium+(5,2) | 359         | VAFB SLC-6                      | USA-234 (NROL-25)                           | Spionagesatelliet                 | LEO                          | Succes        | Eerste vlucht in Medium+(5,2)-configuratie. |
| 20  | 29 juni 2012 13:15              | Heavy        | 360         | CCAFS SLC-37B                   | USA-237 (NROL-15)                           | Spionagesatelliet                 | GSO                          | Succes        | Eerste gebruik van de RS-68A-raketmotor |
| 21  | 4 oktober 2012 12:10            | Medium+(4,2) | 361         | CCAFS SLC-37B                   | USA-239 (GPS IIF-3)                         | Navigatiesatelliet                | MEO                          | Succes        | Ondanks een anomalie als gevolg van een zuurstof lek in de tweede trap, behaalde de vracht toch de beoogde baan                                                                                                 |
| 22  | 25 mei 2013 00:27               | Medium+(5,4) | 362         | CCAFS SLC-37B                   | USA-243 (WGS-5)                             | Militaire communicatiesatelliet   | GTO                          | Succes        | |
| 23  | 8 augustus 2013 00:29           | Medium+(5,4) | 363         | CCAFS SLC-37B                   | USA-244 (WGS-6)                             | Militaire communicatiesatelliet   | GTO                          | Succes        | |
| 24  | 28 augustus 2013 18:03          | Heavy        | 364         | VAFB SLC-6                      | USA-245 (NROL-65)                           | Spionagesatelliet                 | LEO                          | Succes        | |
| 25  | 21 februari 2014 01:59          | Medium+(4,2) | 365         | CCAFS SLC-37B                   | USA-248 (GPS IIF-5)                         | Navigatiesatelliet                | MEO                          | Succes        | |
| 26  | 17 mei 2014 00:03               | Medium+(4,2) | 366         | CCAFS SLC-37B                   | USA-251 (GPS IIF-6)                         | Navigatiesatelliet                | MEO                          | Succes        | |
| 27  | 28 juli 2014 23:28              | Medium+(4,2) | 368         | CCAFS SLC-37B                   | AFSPC-4 (GSSAP #1/2 & ANGELS) (USA-253/4/5) | Techniekdemonstrator              | GEO                          | Succes        | Eerste gebruik van een secondaire vracht adapter op een Delta-raket |
| 28  | 5 december 2014 12:05           | Heavy        | 369         | CCAFS SLC-37B                   | EFT-1                                       | Orion Test Flight                 | MEO                          | Succes        | Eerste testvlucht van een Orion-ruimteschip. |
| 29  | 25 maart 2015 18:36             | Medium+(4,2) | 371         | CCAFS SLC-37B                   | USA-260 (GPS IIF-9)                         | Navigatiesatelliet                | MEO                          | Succes        | Laatste vlucht met originele RS-68-raketmotor |
| 30  | 24 juli 2015 00:07              | Medium+(5,4) | 372         | CCAFS SLC-37B                   | USA-263 (WGS-7)                             | Militaire communicatiesatelliet   | GTO                          | Succes        | |
| 31  | 10 februari 2016 11:40          | Medium+(5,2) | 373         | VAFB SLC-6                      | USA-267 (NROL-45)                           | Spionagesatelliet                 | LEO                          | Succes        | |
| 32  | 11 juni 2016 17:51              | Heavy        | 374         | CCAFS SLC-37B                   | USA-268 (NROL-37)                           | Spionagesatelliet                 | GSO                          | Succes        | |
| 33  | 19 augustus 2016 04:52          | Medium+(4,2) | 375         | CCAFS SLC-37B                   | AFSPC-6 (GSSAP #3/4) (USA-270/1)            | Space surveillance                | GEO                          | Succes        | |
| 34  | 7 december 2016 23:53           | Medium+(5,4) | 376         | CCAFS SLC-37B                   | USA-272 (WGS-8)                             | Militaire comunicatiesatelliet    | GTO                          | Succes        | |
| 35  | 19 maart 2017 00:18             | Medium+(5,4) | 377         | CCAFS SLC-37B                   | USA-275 (WGS-9)                             | Militaire communicatiesatelliet   | GTO                          | Succes        | |
| 36  | 12 januari 2018 22:11           | Medium+(5,2) | 379         | VAFB SLC-6                      | (NROL-47)                                   | Spionagesatelliet                 | LEO                          | Succes        | Laatste vlucht Delta IV M+(5,2)-configuratie |
| 37  | 12 augustus 2018 07:31          | Heavy        |             | CCAFS SLC-37                    | Parker Solar Probe                          | Ruimtesonde                       | Interplanetair               | Succes        | Onderzoek van de Corona van de Zon door NASA. De Delta IV Heavy is uitgevoerd met een extra upperstage van het type Star-48BV.                                                                                  |
| 38  | 19 januari 2019 19:10           | Heavy        |             | VAFB SLC-6                      | NROL-71                                     | Spionagesatelliet                 | Polaire lage baan, 74 graden | Succes        | Eerste poging tot lancering op 8 december 2018 afgebroken na ontsteken motoren. Daarna meermaals uitgesteld wegens een lek uiteindelijk op 19 januari 2019 gelanceerd                                           |
| 39  | 16 maart 2019 00:26             | Medium+ 5,4  |             | CCAFS SLC-37B                   | WGS 10                                      | Militaire communicatiesatelliet   | GTO                          | Succes        | Laatste in 5,4-configuratie |
| 40  | 22 augustus 2019 13:06          | Medium+ 4,2  |             | CCAFS SLC-37                    | GPS III-SV02 (Magellan)                     | Militaire navigatiesatelliet      | GTO                          |               | Laatste in 4,2-configuratie. Raket was eerder gereserveerd voor GPS III-01 in september 2018. Die vlucht werd echter omgeboekt naar een Falcon 9.                                                               |
| 41  | 11 december 2020 02:10 UTC      | Heavy        |             | CCSFS SLC-37                    | NROL-44                                     | Spionagesatelliet                 |                              | Succes        | Lanceersequentie in augustus en september twee maal afgebroken, tweede maal na starten motoren waarna reparaties nodig waren. Daarna veel vertraging. Eerste lancering vanaf Cape Canaveral Space Force Station |
| 42  | 26 april 2021 20:47 UTC         | Heavy        |             | VAFB SLC-6                      | NROL-82                                     | Spionagesatelliet                 |                              | Succes        | |
| 43  | 24 september 2022, 22:25:30 UTC | Heavy        |             | VAFB SLC-6                      | NROL-91                                     | Spionagesatelliet                 |                              | Succes        | Laatste Delta IV van Vandenberg Space Force Base |
| 44  | 22 juni 2023, 09:18 UTC         | Heavy        |             | CCSFS SLC-37                    | NROL-68                                     | Spionagesatelliet                 |                              | Succes        | |
| 45  | 9 April 2024, 16:53 UTC         | Heavy        |             | CCSFS SLC-37                    | NROL-70                                     | Spionagesatelliet                 |                              | Succes        | Laatste Delta lancering ooit. Werd uitgesteld van 28 maart wegens defecte pomp in een door NASA beheerde pijpleiding voor stikstofgas die meerdere lanceercomplexen bedient.                                    |

## Wetenswaardigheden
- De tweede trap van de Delta IV stond model voor de tweede trap (de interim upperstage) van NASA's Space Launch System Block I.
- In de videoclip die boyband One Direction opnam ter promotie van de song van Drag Me Down is een lancering van een Delta IV Heavy vanaf Vandenberg Air Force Base te zien. Deze raket is echter in de nabewerking donkerblauw gemaakt.
- Een Delta IV-raket maakt tijdens het ontsteken van de hoofdmotor een enorme steekvlam waardoor hij enigszins zwart geblakerd opstijgt. Dit komt doordat er voor de ontsteking al waterstof door de motor wordt gepompt die langs de raket opstijgt en bij de ontsteking vlam vat waardoor het buitenste laagje van de roestbruine isolatielaag verschroeit.
- De assemblagelijnen van de eerste trappen Atlas V en de Delta IV lagen naast elkaar in dezelfde langgerekte hal. De trappen werden steeds een "schakel" vooruit geschoven. Bij de uitfasering van de Delta IV werd iedere van achter in de lijn uit vrijkomende schakel daarna omgebouwd voor de assemblage van de Vulcan.